# Depresión de Cham-Furth

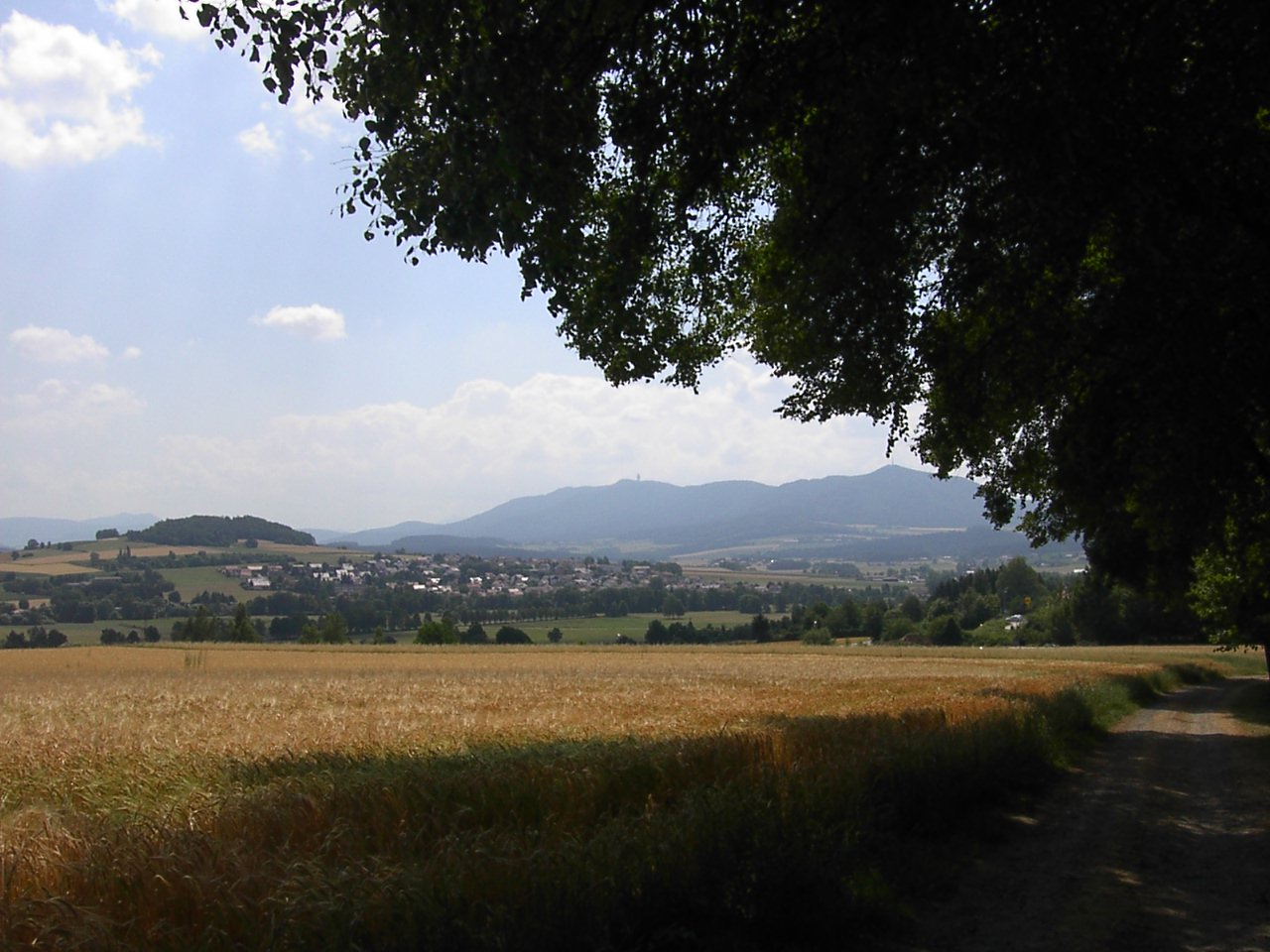
El valle de Cham-Further cerca de Furth im Wald

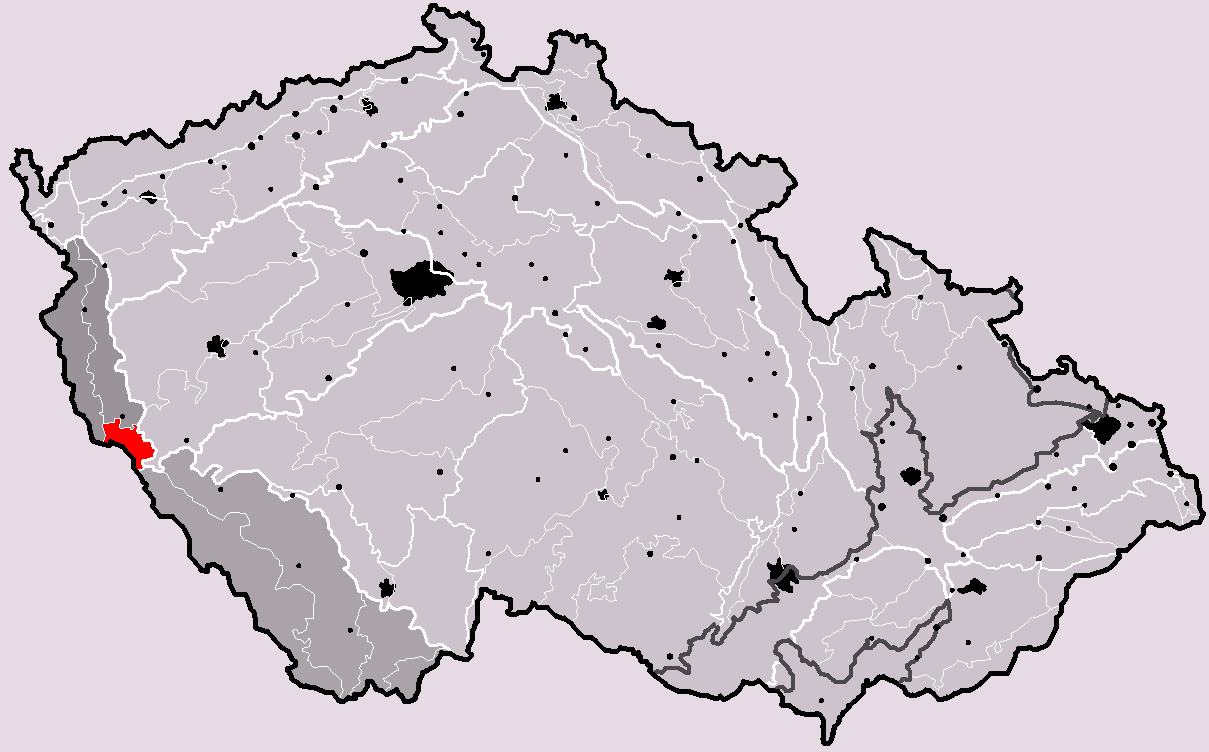
La depresión de Cham-Furth en el sistema geomorfológico de la República Checa

La depresión de Cham-Furth o tierras altas de Všeruby (en alemán: Cham-Further Senke, en checo: Všerubská vrchovina) es una tierra baja en el bosque del Alto Palatinado-Bávaro que separa el bosque del Alto Palatinado del bosque de Baviera. Al mismo tiempo conecta el Alto Palatinado con Bohemia.
La parte alemana tiene una superficie de 281 km², una longitud de 40 kilómetros y una anchura de cinco a diez kilómetros. La parte checa ocupa 206 km². El valle discurre en dirección oeste-suroeste-este-noreste.
Se divide en la cuenca del Cham, al oeste, a una altitud de 360 a 400 metros, que se extiende desde Roding aproximadamente hasta Arnschwang, y la depresión del Furth, más pequeña, al este, que se extiende hasta Bohemia a una altitud de 400 a 500 metros. El valle del Furth limita al este con la divisoria de aguas europea. Su punto más alto es Kameňák (Steinwald, 751 m), cerca de Svatá Kateřina (Santa Catalina).
La depresión, geológicamente antigua, está rellena de sedimentos del Pleistoceno y aluviales y drenada por los ríos Chamb y Regen y sus afluentes. Estos ríos serpentean por la región ondulada y montañosa.
En la cuenca de Cham predominan los gneises y los granitos. En el valle del Furth domina la roca melanocrática de la masa gabro-anfibolítica. El clima es más cálido y seco que el de las montañas circundantes, pero los inviernos son relativamente fríos y a menudo se caracterizan por vientos böhm del este.
Las cimas de las colinas del paisaje típicamente rural están cubiertas de islas de abetos y pinos. Mientras que la cuenca del Cham ha estado habitada casi ininterrumpidamente desde la Edad de Piedra, el valle del Furth no se desarrolló plenamente hasta la Alta Edad Media. Predomina la agricultura, seguida de la explotación de pastizales.
La depresión de Cham-Furth siempre ha sido una importante vía de comunicación entre Baviera y Bohemia. El castillo de Cham, construido alrededor del año 976, custodiaba la frontera oriental del Imperio. La frontera bávara-bohemia de esta vasta zona ha sido muy disputada durante todo el período moderno temprano, lo que dio lugar a diferentes negociaciones y acuerdos entre los reyes de Bohemia y los duques de Baviera en 1564, 1580 y finalmente en 1764. Hoy la zona forma parte del Parque Natural del Bosque de Alta Baviera.

## Literatura
- Volker Voggenreiter (1971). ″Geobotanische Untersuchungen in der Cham-Further Senke und ihren montanen Randhöhen″. En Hoppea. Denkschriften der Regensburgischen Botanischen Gesellschaft, XXVIII. vol. Nueva serie XXII, parte II. Ratisbona.
- Taku Minagawa (2015). ″Border Conflicts between Bohemia and Bavaria and Their Solutions. Comparative Considerations″ [Conflictos fronterizos entre Bohemia y Baviera y sus soluciones. Consideraciones comparativas]. En Marco Bellabarba, Hannes Obermair, Hitomi Sato (eds.). Communities and Conflicts in the Alps from the Late Middle Ages to Early Modernity [Comunidades y conflictos en los Alpes desde la Baja Edad Media hasta la Modernidad temprana]. (Fondazione Bruno Kessler. Contributi/Beiträge. 30). Bolonia-Berlín: Il mulino—Duncker & Humblot, págs. 73–90.

- Datos: Q767004
- Multimedia: Všerubská vrchovina / Q767004